# 高詠
高詠，字阮懷，南直隸寧國府宣城縣（今安徽省宣城縣）人，明清政治人物。
高詠為興國州知州高維岳之孫。六十歲時，貢入太學。康熙十八年，登博學宏詞，授翰林院檢討，參與修撰《明史》。兼擅長書畫，有《遺山堂》、《若巖堂集》。